# Silent Hill (film)
Silent Hill è un film del 2006 diretto da Christophe Gans.
La pellicola, tratta dalla celebre saga di videogiochi survival horror è uscita in Italia il 7 luglio 2006. La storia, seppure in parte diversa, trae essenzialmente origine da quella del primo capitolo della serie.
Il film presenta molti elementi tratti dal gioco, soprattutto i mostri (Silent Hill 2), le ambientazioni (Silent Hill) e la colonna sonora; composta da brani dei vari episodi.

## Trama
Rose e Christopher Da Silva sono preoccupati per la loro figlia adottiva di 9 anni Sharon: la bambina soffre di sonnambulismo e, scossa da tremendi incubi, vaga durante il sonno invocando il nome di una misteriosa città, "Silent Hill". La madre, alla disperata ricerca di risposte, contro il parere di Christopher parte alla volta di Silent Hill. Il padre, rimasto a casa, svolge delle ricerche sulla città, iniziando ad intuire che qualcosa di molto pericoloso vi è accaduto: Silent Hill viene descritta infatti come una città "fantasma" ed evitata da tutti. Sempre più preoccupato, tenta di convincere Rose a tornare indietro, senza successo, in quanto la donna è convinta che scoprire il passato di Sharon possa risolvere tutti i problemi della bambina.
In una stazione di servizio lungo la strada, Rose viene avvicinata da una poliziotta, Cybil Bennett, che decide di seguirla. Durante la corsa, d'improvviso una figura femminile appare in mezzo alla strada, causando un incidente a Rose, che tenta di sterzare, ma perde il controllo dell'auto, sbatte il viso contro il volante e perde i sensi. Quando rinviene, si ritrova in un paesaggio surreale: nebbia e cenere avvolgono tutto e Sharon è scomparsa.
Rose inizia così a vagare per le strade desolate di Silent Hill alla ricerca della figlia; le sembra di scorgerla ad ogni angolo, ma la bambina pare non sentirla e volerle sfuggire. Arrivata nei sotterranei di un edificio, un ufficio in rovina, Rose viene sorpresa dal suono di una lugubre sirena d'allarme che inonda la città e, improvvisamente, l'atmosfera cambia istantaneamente: tutto si fa buio e cupo e dal cielo piove sangue. Facendosi strada solo con la luce di un accendino, Rose si immette così nell'edificio con molte macabre immagini di carattere religioso appese ai muri scrostati fino a quando, giunta all'esterno, viene attaccata da piccoli esseri deformi (Grey Child) che la inseguono: tentando di seminarli, Rose entra in una sala da bowling ma perde i sensi mentre, come per magia, le creature che la circondavano si dissolvono nel nulla.
Risvegliatasi, si ritrova nuovamente nell'atmosfera pervasa da cenere e nebbia e si dirige alla fine della strada principale che, incredibilmente, si interrompe nel nulla: Silent Hill sembra tagliata fuori dal mondo. Incontra quindi una donna che le racconta di aver perso sua figlia che riconosce nel medaglione di Rose, nel quale è raffigurata Sharon. Intimorita dalla donna, Rose scappa e ritorna alla sua auto che però non parte. A quel punto un'altra figura femminile appare: si tratta di Cybil, la poliziotta che aveva inseguito Rose, la quale, dopo un incidente con la moto, ha perso i sensi. Cybil ammanetta quindi Rose, poiché convinta che abbia sequestrato Sharon (tre anni prima un bambino fu rapito e gettato nella miniera di Silent Hill e fu Cybil stessa a salvarlo) e, decisa a portarla alla stazione di servizio in quanto non riesce a contattare i suoi colleghi, si dirige con lei alla sua moto ma anche qui la strada si interrompe bruscamente. Le due vengono quindi attaccate da degli Armless Men e mentre Cybil, ancora confusa, li uccide, Rose scappa verso la scuola elementare, della quale aveva trovato un disegno nella sua auto.
Intanto anche Christopher è diretto a Silent Hill e con l'aiuto di uno sceriffo, Thomas Gucci, che è alla ricerca di Cybil, tenta di rintracciare sua moglie e sua figlia. Ma la Silent Hill in cui si trova Christopher è stranamente senza nebbia e senza cenere, appare come una normale città disabitata. Intanto Rose riesce a trovare la scuola elementare dove Sharon appare nuovamente, correndo per i corridoi; Rose, inseguendola, entra in una classe e nota un banco, appartenente ad Alessa Gillespie, su cui è scritto "strega". Continuando a rincorrere Sharon, per i corridoi e per le scale, si ritrova in un bagno dove, in una latrina, scopre il cadavere di un uomo attorcigliato dal filo spinato. Braccata da strani uomini incappucciati, si chiude così nel bagno, ma sente di nuovo la sirena, e le pareti del locale iniziano a disgregarsi e a sanguinare. Il cadavere dell'uomo prende vita all'improvviso: molte altre mostruose creature popolano questa realtà di Silent Hill ma Rose riesce a fuggire con l'aiuto di Cybil, anche lei intrappolata in città, e giunta anche lei nella scuola, sfuggendo anche all'attacco di un Pyramid Head, il quale si ritira appena suona di nuovo la sirena. Christopher, che nel frattempo continua a vivere un'altra realtà, pare percepire la paura di Rose ma non riesce a vederla né a capire cosa stia succedendo.
Rose e Cybil si dirigono quindi verso il Grand Hotel (Rose infatti aveva trovato nel bagno della scuola e, specificatamente, nella bocca dell'uomo avvolto dal filo spinato una tessera con la scritta "Grand Hotel"). Qui incontrano Dahlia Gillespie, ovvero la donna incontrata prima da Rose, e una ragazza di nome Anna, che accusa Dahlia di essere una peccatrice. Cybil, invece, rinviene un disegno, dai tratti mostruosi, lasciato per la camera 111: è ovvio che Sharon vuole che Rose si diriga in quella stanza.
Christopher, intanto, procede le sue indagini ed entrato di nascosto in un archivio della polizia, scopre tra i casi dello sceriffo Gucci la storia di Alessa Gilliespie, una bambina salvata con ustioni di terzo grado; dalla foto nel fascicolo Christopher può notare che è esattamente uguale a Sharon; l'unico riferimento possibile è la stanza 111 del Grand Hotel.
Rose riesce a trovare la stanza 111 e continua a seguire la bambina che sembra Sharon, la quale finalmente le si mostra, come in una visione, coperta dal fuoco. La sirena ricomincia a suonare e, sotto consiglio di Anna, le donne fuggono verso la chiesa dove tutti gli abitanti di Silent Hill si riuniscono al suono dell'allarme insieme all'intera popolazione; Anna, tuttavia, nell'atto di lapidare Dahlia viene catturata da Pyramid Head, che dapprima le strappa i vestiti e poi le strappa la pelle, uccidendola e gettando la pelle sulla porta della chiesa.
Christopher, nel frattempo, è riuscito a raggiungere l'orfanotrofio dove fu portata Sharon; ma la suora tutrice si rifiuta di dargli informazioni. In quel momento arriva Gucci, il quale continua a non rispondere alle domande dell'uomo e gli intima di smettere di indagare, pena l'arresto.
Nella chiesa, Rose e Cybil scoprono una setta guidata da una donna di nome Christabella. Questa afferma che solo il Demonio sa dove si trovi Sharon e conduce quindi Rose e Cybil in un ospedale: lì, secondo Christabella, nelle viscere dell'edificio, si trova il Demonio, celato sotto le spoglie di un innocente. Il caso vuole che proprio in quel momento Christabella veda cosa ritrae il medaglione di Rose, che aveva raccolto in precedenza, e, vedendo la somiglianza tra Sharon e Alessa, addita Rose e Cybil come streghe. Cybil però si lascia catturare permettendo a Rose di fuggire e di scendere nel seminterrato dell'ospedale, dove la donna deve affrontare, ancora una volta, mostruose e terribili creature. Finalmente incontra il corpo bruciato di Alessa, costretto in un letto di ospedale, la quale le mostra la verità su Silent Hill: la città aveva una lunga storia di caccia alle streghe, che derivava dalle credenze della setta.
Trent'anni prima, Alessa era stata stigmatizzata per essere nata fuori dal matrimonio e da padre ignoto, i suoi compagni di scuola ne avevano fatto una vittima di bullismo, mentre l'intera comunità l'aveva condannata come strega, lasciandola da sola e senza proteggerla dagli abusi a cui il bidello la sottoponeva. Dahlia, per amore della figlia, aveva accettato il suggerimento di Christabella, nonché capo della setta, per ripristinare la purezza di Alessa. Quando Dahlia capì che l'intenzione della fanatica era quella di bruciare Alessa sulla graticola, corse immediatamente a chiedere aiuto alla polizia. Tuttavia nel bel mezzo del rituale, scoppiò un incendio accidentale. Quando Dahlia tornò con la polizia, trovò Alessa gravemente ustionata ma ancora viva. Nell'ospedale, l'odio e la rabbia di Alessa per le crudeltà che aveva subito da tutti si erano così manifestate nell'incarnazione di una lei stessa malvagia e desiderosa di vendetta. Con un semplice tocco della mano Alessa aveva materializzato con l'aiuto dell'entità demoniaca i suoi sentimenti di odio e rabbia, costringendo i cittadini responsabili di questo rancore a vivere in un eterno limbo (Silent Hill con cenere e nebbia) e a fare i conti con l'oscurità (Silent Hill buia e intrisa di sangue), ovvero la punizione che Alessa ha riservato loro. Poiché Dahlia è sua madre, l'Oscurità di Alessa non le nuoce. Sharon è così la manifestazione della rimanente innocenza e bontà di Alessa. L'entità maligna, per tenerla al sicuro, la trasportò fuori dalla dimensione creata da Alessa, lasciandola infine nell'orfanotrofio dove negli anni seguenti sarebbe stata trovata e adottata da Rose e Christopher. Rose decide quindi di aiutare l'entità a compiere la vendetta di Alessa, concedendo il suo ingresso nella chiesa (la chiesa infatti è l'unico luogo che l'oscurità non può raggiungere) dove la setta ha intenzione di bruciare Sharon vedendola come la figlia di Alessa.
Rose, dopo essere tornata in chiesa, scopre che Cybil, considerata una seguace del demonio, è appena stata bruciata viva da Christabella e che Sharon sta per subire lo stesso destino. Rose affronta così Christabella e gli altri cittadini, svelando loro che in realtà sono tutti morti in quell'incendio di trenta anni prima e che Christabella in realtà ha trasformato la sua paura e la paura dei suoi concittadini per la vendetta di Alessa in "fede", condannando al rogo chi non riusciva a controllare. La fede in Dio non è quindi che una pura menzogna: la vera peccatrice non è mai stata Alessa ma tutti coloro che hanno condannato al rogo un essere innocente. Non volendo accettare la verità Christabella pugnala Rose: il suo sangue comincia a gocciolare sul pavimento della chiesa, fungendo da portale per Alessa che sorge dal sottosuolo e inizia a uccidere Christabella e tutti i concittadini, lasciando Dahlia, Rose e Sharon le uniche sopravvissute. Sharon e Rose, di nuovo insieme, possono finalmente tornare a casa, ora che la vendetta di Alessa si è consumata. Prima di andare Dahlia chiede quindi a Rose perché la figlia non l'abbia uccisa come tutti gli altri e Rose le risponde semplicemente che "una madre è Dio agli occhi di un figlio". Rose si mette quindi in viaggio e torna a casa con Sharon mentre Christopher le aspetta, addormentato sul divano. Le due giungono finalmente a destinazione ma di Christopher non vi è traccia: Rose e Sharon sono rimaste intrappolate nella dimensione/limbo di Silent Hill. Il loro arrivo viene comunque percepito da Christopher che si sveglia di soprassalto trovando la porta aperta, ma in realtà di Rose e Sharon non c'è traccia.

## Produzione
Lo sceneggiatore Avary si è ispirato ai racconti del padre, un minatore, circa la città di Centralia (Pennsylvania) in cui un incendio alla miniera costrinse gli abitanti a fuggire per non morire respirando i fumi velenosi. Originariamente la sceneggiatura conteneva soltanto personaggi femminili e per questo fu rimandata indietro a Christophe Gans dalla produzione con la nota «Non ci sono uomini!». Per questo fu inserita la parte di Christopher Da Silva, interpretato da Sean Bean, il cui nome fu scelto da Avary come "omaggio" al regista.
La maggior parte delle creature viste nel film sono state interpretate realmente da persone in carne e ossa e sono state soltanto appena ritoccate con la computer grafica in post produzione. Sono stati tutti coordinati dal coreografo romano Roberto Campanella, che ha inoltre indossato i panni di Pyramid Head. 

## Colonna sonora
1. Silent Hill - Silent Hill
2. One's Weaker Self - Silent Hill 3
3. Ordinary Vanity - Silent Hill 2
4. Laura Plays the Piano - Silent Hill 2
5. Waiting for You - Silent Hill 4 - The Room
6. Innocent Moon - Silent Hill 3
7. Letter... From the Lost Days - Silent Hill 3
8. The Day of Night - Silent Hill 2
9. Killed by Death - Silent Hill
10. Nothing Else - Silent Hill
11. Block Mind - Silent Hill 2
12. Black Fairy - Silent Hill 2
13. Ring Of Fire - Johnny Cash
14. A Stray Child - Silent Hill 3'
15. Never Forgive Me, Never Forget Me - Silent Hill 3
16. The Darkness That Lurks in Our Minds - Silent Hill 2
17. Ashes and Ghost - Silent Hill 2
18. Wounded Warsong - Silent Hill 4 - The Room
19. Moonchild - Silent Hill
20. Promise (Reprise) - Silent Hill 2
21. Don't Cry - Silent Hill
22. Pyramid Head - Silent Hill 2
23. Maternal Heart - Silent Hill 3
24. I'll Kill You - Silent Hill
25. Clockwork Little Happiness - Silent Hill 3
26. Dance with the Night Wind - Silent Hill 3
27. Kill Angels... - Silent Hill
28. Fermata in Mystic Air - Silent Hill 2
29. Final Boss Music - Silent Hill 3
30. Never Forgive Me, Never Forget Me - Silent Hill 3
31. Magdalene - Silent Hill 2
32. Lost Carol - Silent Hill 3
33. You're Not Here - Silent Hill 3
34. Tears of... - Silent Hill'
35. Theme of Laura - Silent Hill 2

## Accoglienza
Sebbene il film sia stato pesantemente bocciato dalla critica, ha comunque riscosso un certo apprezzamento da parte del pubblico. 
Fu criticata soprattutto la scarsa recitazione degli attori e la trama intricata, che viene risolta in un unico lungo monologo finale. Ciò che invece ha colpito è sicuramente l'accurata fotografia, la scenografia e gli effetti speciali del passaggio di realtà e delle creature. I fan del videogioco si sono poi divisi tra quelli che davano il merito al regista di essere riuscito a fare una conversione migliore dei tentativi passati di un videogioco in film, mantenendo intatte atmosfere e alcune caratteristiche, e quelli che si sono soffermati a obiettare che comunque la trama di Silent Hill ha subito alcuni cambiamenti che ne hanno in parte stravolto il senso e per questo non può ritenersi effettivamente una traduzione cinematografica fedele all'originale. Tuttavia lo sceneggiatore Roger Avary affermò che la traduzione a film non deve necessariamente riprendere ogni minimo particolare della trama e dei personaggi principali; dice infatti che l'elemento fondamentale di un Silent Hill sono principalmente il pathos, le ambientazioni e la "mostruosità" delle loro trasformazioni e bisogna rimanere fedeli allo spirito del materiale.

## Riconoscimenti
- 2006 – AACTA Awards
  - Candidatura per miglior attrice internazionale a Radha Mitchell
- 2006 – Golden Trailer Awards
  - Candidatura per il miglior horror
- 2006 – Teen Choice Awards
  - Candidatura per il miglior thriller
- 2007 – Directors Guild of Canada
  - Candidatura per il miglior montaggio sonoro
- 2006 – Fangoria Chainsaw Awards
  - Candidatura per la miglior eroina a Radha Mitchell
  - Candidatura per la bambina più raccapricciante a Jodelle Ferland
  - Candidatura per il miglior trucco assassino
  - Candidatura per le migliori scene di malattia

## Sequel
Il seguito Silent Hill: Revelation 3D è uscito nei cinema nel 2012. Il regista di questo nuovo episodio è Michael J. Bassett.

## Reboot
Di recente è stato annunciato un reboot di Silent Hill, intitolato Return to Silent Hill, le cui riprese si sono svolte tra aprile e luglio del 2023 in Germania e nell'Europa orientale.
I protagonisti di questo nuovo film, saranno Jeremy Irvine e Hannah Emily Anderson.
Il progetto segnerà il ritorno del regista originale di Silent Hill, Christophe Gans.
Questo nuovo film si incentrerà su un uomo distrutto dal dolore, dopo aver perso il suo unico vero amore. Quando una lettera misteriosa lo richiama a Silent Hill, in cerca della donna, l'uomo trova la città che un tempo conosceva, oggi trasformata da un male sconosciuto.
Mentre il protagonista scende più in profondità nell'oscurità, incontra figure terrificanti, sia familiari, che nuove, ed inizia a mettere in discussione la sua sanità mentale, mentre lotta per dare un senso alla realtà, e resistere abbastanza a lungo da salvare il suo amore perduto.